# جبل المدافع
جبل المدافع أو جبل المدفع أحد الجبال المشهورة في مكة المكرمة، ويقع في شمال المسجد الحرام وهو ممتد إلى جبل قعيقعان المعروف بأحد الأخشبين في منطقة مكة المكرمة المكرمة.

## وصف
مساحتهُ صغيرة؛ لا تتجاوز 100 متر مربع، يحتل تلك المساحة في أعلى شمال الحرم المكي؛ ويكون الجبل ممتدًا إلى جبل قُعيقعان في مكة المكرمة بعد جبل أبي قبيس.

## المدفع في الجبل
أُطلق على هذا الجبل اسم «جبل المدافع» لوجود به مدفع إفطار رمضاني، حيث اكتسب الجبل شهرتهُ من ذلك المدفع، وبالإضافة إلى ذلك كان الجبل ممتد لجبل قعيقعان المعروف بأحد جبال الأخشبين بمكة المكرمة. تنطلق من المدفع ذخائر صوتية ناجمة عن عملية انفجار الذخيرة الباروديَّة؛ للإعلان بدخول شهر رمضان أو عيد الفطر أو بعدما يُؤَذَن في المسجد الحرام بأذان المغرب أو الإعلان عن قرب موعد الإمساك. 
يتم إطلاق سبع طلقات عند دخول شهر رمضان، وعند الإفطار طلقة واحدة، وطلقة قبل وقت السحور، ويتم إطلاق طلقتين عند الإمساك بعد السحور، وفي ليلة العيد عند ثبوت الرؤية تطلق سبع طلقات، وفي صباح العيد تطلق خمس طلقات.
بتاريخ 31 يوليو 2011 أطلق المدفع 7 قذائف صوتية بإعلان دخول شهر رمضان، وليبدأ أطلاق المدافع بغرفته المخصصة له في مقر إدارة المهمات والواجبات بمكة المكرمة على مدار الشهر.

### توقف المدفع
اعتبارّا من عام 2019 فقد توقف المدفع على عامه الخامس على التوالي، دون المدفع الرمضاني الذي توقف عن العمل منذ خمس سنوات، بعد أن كان صوته يدوي في أرجاء أحياء مكة؛ تبليغًا بفطورٍ أو سحور، أو دخول شهر رمضان.